# ژو جون
ژو جون (انگلیسی: Zhou Jun; ۲۷ فوریهٔ ۱۹۹۵) وزنه‌بردار زن اهل چین است.
وی در مسابقات کشوری و بین‌المللی در مجموع برندهٔ ۱ مدال نقره، ۱ مدال برنز شده‌است.